# Italica
Italica (Spaniolă: Itálica, la nord de localitatea Santiponce a zilelor noastre, 9 km nord de Sevilla, Spania) a fost un îngrijit și complex oraș roman în provincia Hispania Baetica și locul de naștere al împăraților romani Traian și Hadrian. Orașul modern Santiponce acoperă așezarea Iberică preromană și o parte din orașul roman bine conservat.
Istorie romană
Orașul nativ și Roman al Hispaliei (Sevilia), aflat în apropiere, a fost și avea să rămână un oraș mai mare, dar Italica a fost fondată în 206 î.Hr. de marele general roman Publius Cornelius Scipio (ce mai târziu avea să fie poreclit și Africanus) pentru a-și stabili veteranii victorioși de la cel de-al doilea război punic împotriva lui Hannibal și a cartaginezilor și destul de aproape de Guadalquivir pentru a controla zona. [comment 1]  Orașul a fost construit pe fundamentul unui oraș nativ iberic al Turdetanilor, datând de cel puțin din secolul al IV-lea. î.Hr. Numele Italica reflectă originea italică a veteranilor, adică din unitățile Italice auxiliare.
Vechea așezare s-a dezvoltat într-un oraș prosper, fiind construit pe un plan stradal Hippodamic [comment2] cu clădiri publice și un forum în centru, legat la un port fluvial intens folosit. La un moment dat membrii triburilor romane Gens Ulpia și Aelia se mutaseră în Italica, deoarece aceste triburi erau familii ale împăraților romani Traian și Hadrian, care aveau să se  nască mai târziu aici.{comment 3}
1. ↑  Monuments database, 13 noiembrie 2017
2. ↑  Museos y Colecciones Museográficas de Andalucía (în spaniolă), Open Data Portal of the Government of Andalucia, accesat în 25 decembrie 2021